# Radosław Marut
Radosław Marut (ur. 28 listopada 1973 w Stargardzie Szczecińskim) – polski piłkarz występujący na pozycji napastnika.

## Życiorys
Wychowanek Zawiszy Bydgoszcz, w 1990 roku został włączony do pierwszej drużyny. W I lidze zadebiutował 4 sierpnia w zremisowanym 0:0 spotkaniu z Ruchem Chorzów. Ogółem w sezonie 1990/1991 rozegrał 11 spotkań w I lidze. Sezon 1991/1992 spędził na wypożyczeniu w Igloopolu Dębica, po czym wrócił do Zawiszy. Łącznie wystąpił w 21 meczach I ligi. W rundzie jesiennej sezonu 1996/1997 był piłkarzem Hannoveru 96, rozgrywając wówczas jeden mecz w Regionallidze. W styczniu 1997 roku przeszedł do Igloopolu, a w sezonie 1997/1998 był zawodnikiem Elany Toruń. Następnie został piłkarzem Brdy Bydgoszcz, a później grał jeszcze w MKS Ciechanów i Gryfie Sicienko. Jako trener prowadził juniorów BKS Bydgoszcz. W 2020 roku został asystentem trenera Mariusza Mikłowskiego w MKS Ciechanów.

## Statystyki ligowe
| Sezon         | Klub              | Liga         | Mecze | Gole |
| ------------- | ----------------- | ------------ | ----- | ---- |
| 1990/1991     | Zawisza Bydgoszcz | I liga       | 11    | 0    |
| 1991/1992     | Igloopol Dębica   | I liga       | 8     | 0    |
| 1992/1993     | Zawisza Bydgoszcz | I liga       | 2     | 0    |
| 1996/1997 (j) | Hannover 96       | Regionalliga | 1     | 0    |
| 1997/1998     | Elana Toruń       | II liga      | 6     | 1    |